# Microgramma heterophylla
Microgramma heterophylla là một loài thực vật có mạch trong họ Polypodiaceae. Loài này được (L.) Wherry miêu tả khoa học đầu tiên năm 1964.